# Убінас
Убінас — вулкан у  Південній Америці, в регіоні Мокеґуа, Перу.

## Відомості
Розташований в південній частині Перу, в кальдері діаметром 1,4 км. В XVI ст. було перше зареєстроване виверження. З 1550 по 1969 рік у вулкані відбулося 16 вивержень.
Перше за 40 років виверження вулкану Убінас розпочалося 20 квітня 2006 р. Розташовані поруч з вулканом міста накрило хмарою попелу і отруйних газів. Закінчилось виверження влітку 2007 р.

## Ресурси Інтернету
- Volcano Live
- Вулкан Убінас
- NASA Earth Observatory page
- Instituto Geofísico del Perú
- «Volcán Ubinas, Peru» on Peakbagger

| Перу | Це незавершена стаття з географії Перу. Ви можете допомогти проєкту, виправивши або дописавши її. |